# Achatinella bulimoides
Achatinella bulimoides là một loài ốc động vật thân mềm chân bụng thuộc họ Achatinellidae. Loài này đặc hữu của Hawaii.
Chiều cao vỏ là 21,3 mm, chiều rộng là 11,8 mm.
Achatinella rosea Swainson, 1828 là một biến thể của Achatinella bulimoides.